# جنگنده گونه ۹۷
جنگنده نوع ۹۷ (به ژاپنی: 九七式戦闘機) که با عنوان کوتاه‌شده ناکاجیما کی-۲۷ نیز شناخته می‌شود، یک هواگرد جنگنده تک‌باله تک‌موتوره ساخت شرکت ناکاجیما در امپراتوری ژاپن بود. این هواگرد به عنوان نخستین جنگنده تک‌باله این نیرو، سال ۱۹۳۶ طراحی شد و تا سال ۱۹۴۰ جنگنده اصلی سرویس هوایی نیروی زمینی امپراتوری ژاپن بود. در پایان جنگ جهانی دوم از تعداد زیادی از این هواگردها به عنوان ‌کامی‌کازه استفاده شد.

## ویژگی‌ها
کی-۲۷:
ویژگی‌های کلی
- خدمه: ۱ نفر
- طول: ۷.۳ متر
- طول بال: ۱۱ متر
- نیروی رانشی: ۱ × موتور شعاعی ۹ سیلندر بریستول ژوپیتر تولیدی ناکاجیما: ۵۰۰ اسب بخار

کارایی
- حداکثر سرعت: ۲۹۹ کیلومتر بر ساعت

جنگ‌افزار
- ۲ × مسلسل